# Élections générales espagnoles de 1879
Les élections générales espagnoles de 1879 sont les deuxièmes élections à Cortes de la Restauration bourbonienne, tenues le dimanche 20 avril 1879, pour élire les 392 sièges du Congrès des députés et 180 des 360 sièges du Sénat.
Elles se font pour la première fois sous l’égide de la Constitution de 1876, approuvée lors de la législature précédente.
Elles donnent une large majorité au Parti libéral-conservateur d’Antonio Cánovas del Castillo — avec 293 sièges au Congrès — du gouvernement, le système ne disposant pas encore d’un autre parti pour procéder à l’alternance du turno,.

## Système électoral
Les élections se font sous l'égide de la loi électorale de 1878, qui rétablit le suffrage censitaire masculin — les élections générales de 1876, encore régies par la Constitution de 1869 avaient adopté le suffrage universel (masculin) —. Il est donc réservé aux hommes majeurs — âgés d’au moins 25 ans — s’acquittant d’un certain cens, ce qui signifie un nombre d’électeurs significativement réduit.

## Participation
Le taux de participation n’est pas communiqué officiellement et le nombre d’électeurs inscrits est inconnu. Si l’on se base sur les calculs de Venancio González y Fernández, on obtient un taux de participation, assez faible, de 65,3 %. L’abstention est particulièrement élevée dans les circonscriptions de Madrid et de Barcelone — dans cette dernière ville, une campagne a été menée contre la participation au scrutin —, Valence, Cadix et Malaga. Elle est en revanche élevée dans d’autres, comme celles de Jaén, Lugo, Oviedo et Cordoue.

## Résultats
| Groupe ou parti                                 | Députés |
| ----------------------------------------------- | ------- |
| Parti conservateur et candidats du gouvernement | 293     |
| Constitutionnels                                | 56      |
| Indépendants                                    | 15      |
| Modérés et ultramontanistes                     | 11      |
| Démocrates possibilistes (es)                   | 7       |
| Démocrates progressistes                        | 7       |
| Non identifiés                                  | 3       |